# Скоженцин (Великопольське воєводство)
Скоженцин (пол. Skorzęcin, нім. Korschingen) — село в Польщі, у гміні Вітково Гнезненського повіту Великопольського воєводства.
Населення — 311 осіб (2011).

## Демографія
Демографічна структура станом на 31 березня 2011 року:
|          | Загалом | Допрацездатний вік | Працездатний вік | Постпрацездатний вік |
| -------- | ------- | ------------------ | ---------------- | -------------------- |
| Чоловіки | 153     | 29                 | 108              | 16                   |
| Жінки    | 158     | 32                 | 95               | 31                   |
| Разом    | 311     | 61                 | 203              | 47                   |